# Janis den magnifika
Janis den magnifika är en ungdomsroman från 2009 skriven av Johanna Nilsson. Den handlar om Janis som efter sin bästa kompis död beger sig ut för att söka efter det ultimata.
ISBN 978-91-29-67056-1